# Watford (Northamptonshire)
Pour les articles homonymes, voir Watford (homonymie).
Watford est une paroisse civile et un village du Northamptonshire, en Angleterre.